# 을사 추조 적발 사건
을사 추조 적발 사건(乙巳秋曹摘發事件)은 1785년(정조 9) 3월에 형조의 포졸들이 천주교도들의 비밀 신앙집회를 적발해낸 사건이다. 명례방 사건이라고도 하는데 이는 비밀집회를 가진 장소인 김범우의 집이 현 서울의 명동인 명례방(明禮坊)이라 불리는 지역이었기 때문이다. 이 사건으로 후대의 교회사 연구자들에 의해 '명례방공동체'라고 불리게 되는 모임은 와해되지만, 113년이 지난 1898년 명례방(명동)에 명동성당이 건립된다. 즉, 한국 천주교를 대표하는 상징적 장소인 명동성당의 뿌리는 '명례방공동체'에 있다고 할 수 있다.

## 사건 전개
1784년,북경에서 세례를 받고 천주교에 입교한 뒤 귀국한 이승훈은 천주교회를 설립한 후 전교에 힘썼다. 그는 이벽, 권일신 등과 서울 명례동(현 명동)에 있는 역관 김범우의 집에서 정기적으로 미사를 집전하고 교리를 공부했다. 다음해 3월, 이승훈, 정약전, 정약종, 정약용 삼형제, 권일신 부자 등 10여명이 이벽의 교설을 듣고 있던 중에 주위의 고발로 도박 단속을 위하여 순라를 돌던 포졸들에게 체포되어 형조로 끌려갔다.
이들의 종교 활동을 처음 접한 형조판서 김화진은 중인 출신 역관 김범우만 투옥하고 그를 제외한 양반들을 모두 석방하였다. 사건 직후 양반 출신들은 모두 배교한 영향도 있는듯하다. (다만 이후 몇몇은 다시 복교하기도 한다.) 그런데 석방된 권일신, 이윤하, 이총억, 이정섭 등 다섯 사람이 함께 형조에 들어가 성화상의 반환과 김범우의 석방을 요청하자 사건이 시끄러워지면서 외부로 알려지게 된다.
이에 소식을 접한 일부 유생들이 천주교 교리가 국가의 지도 이념인 성리학적 윤리 체계를 파괴한다고 반발하면서 이들의 처벌을 요구하는 상소를 올린다. 그러자 "서학(천주교)은 한 때의 유행일 뿐이니 정학(성리학)을 바로 세우면 저절로 사라질 것이다"라던 정조는 김범우를 경상도 밀양의 단장으로 유배시키고 사태를 마무리짓는다.

## 영향
김범우는 유배 생활 와중에도 신앙을 버리지 않고 오히려 포교를 장려한듯한 정황도 보이나, 결국 1787년 귀양지 밀양에서 유배 생활을 하다 사망하였고 이로써 조선에서 첫 천주교 사건 관련 희생자가 되었다. 그의 아들 김인고는 밀양으로 이사와 신앙 생활을 했다고 하며, 두 아우는 신유박해(1801년) 때 순교하였다.
한편, 1788년 8월 2일 이경명이 서학 엄벌을 청하는 상소를 올리자 정조는 천주교를 사교(邪敎)로 규정하고 사람은 교화하되 서학서는 단속하라는 식의 금령을 내린다. 다만 이후에도 천주교 신자들이 계속 활동한 것을 보면 잘 지켜지진 않은 모양. 어쨌든 이후 조선의 천주교는 그래도 당시 기준 온건파에 속했던 정조 사후 더 대대적인 박해를 받으면서 암흑기를 걷게 된다.
명례방 사건 이후 명례방공동체는 역사 속에 묻히는 것 같았다. 하지만 박해가 끝나갈 무렵인 1882년부터 명례방은 한국 천주교회의 중심지로 다시 터전을 잡게 되었다. 김범우가 순교한 지 100여 년 뒤인 1898년 5월 29일 명동성당이 들어서게 된 것이다.